# Vifta med händerna
Vifta med händerna är en singel inom hiphop/rap-genren som från grunden är gjord av örebrokillarna Patrik & Lillen, sedan har även en remix gjorts av Basshunter. 
Låten finns med på Basshunters skiva LOL <(^^,)>.

## Listplaceringar
| Land    | Lista (2006-2007) | Högsta position |
| ------- | ----------------- | --------------- |
| Finland | Top 20, singlar   | 7               |
| Sverige | Top 60, singlar   | 25              |